# Ároktő
Ároktő é um município da Hungria, situado no condado de Borsod-Abaúj-Zemplén. Tem 46,41 km² de área e sua população em 2015 foi estimada em 1.116 habitantes.